# Łagowski (nazwisko)
Łagowski (forma żeńska: Łagowska; liczba mnoga: Łagowscy) – polskie nazwisko.

## Etymologia nazwiska
Nazwiska z końcówką -ski, jak pisze polski kronikarz Jan Długosz, który w swoich Kronikach sławnego Królestwa Polskiego pisanych w latach 1455–1480, podaje, że w Polsce za czasów Władysława Jagiełły nastał zwyczaj tworzenia nazwisk od posiadłości, tj. przez dodanie końcówki przymiotnikowej ski lub cki. Zasada ta rozciągnęła się na całą szlachtę polską w dobie średniopolskiej, w okresie sarmatyzmu XVI i XVII w.
Łagowscy prawdopodobnie wywodzą się z miejscowości:Łagów, Łagowo lub z okolic rzeki Łagowica.

## Rody szlacheckie
Łagowscy są wymieniani jako klejnotni następujących Herbów:

Herb Grzymała
Herb Sas

## Demografia
Na początku lat 90. XX wieku w Polsce nosiły je 2544 osoby.
W 2016 roku nazwisko Łagowski nosiło 2864 osoby.

## Znani przedstawiciele
- Bronisław Łagowski (ur. 1937) – polski filozof, historyk idei, publicysta
- Patryk Łagowski (ur. 1984) – polski szachista, mistrz międzynarodowy
- Piotr Ludomir Łagowski (1776–1843) – pułkownik wojsk polskich